# Kościół św. Katarzyny w Wędryni

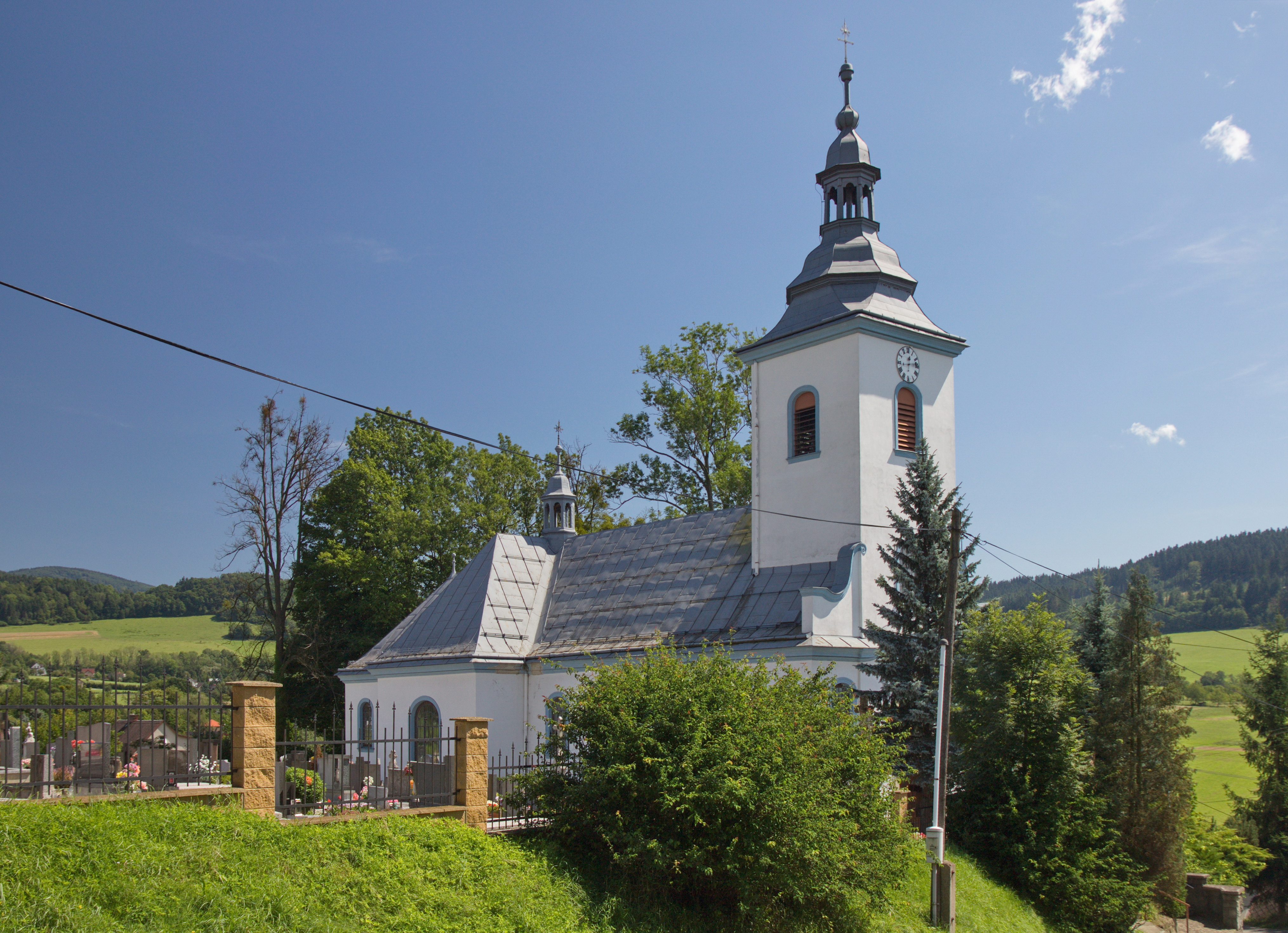
Kościół św. Katarzyny

Kościół parafialny pw. św. Katarzyny – kościół katolicki w Wędryni na Śląsku Cieszyńskim, obecnie w granicach Republiki Czeskiej. Jest najstarszym kościołem w dolinie Olzy na południe od Cieszyna. Siedziba parafii św. Katarzyny w Wędryni.

## Położenie
Kościół usytuowany jest w północnej, centralnej części wsi, na tzw. Dziedzinie, na łagodnym wzniesieniu na prawym brzegu rzeczki Wędryńki, wpadającej niespełna 2 km poniżej do Olzy.

## Historia
Nie znamy dokładnej daty powstania kościoła. „Schematyzm” autorstwa wikariusza generalnego, ks. Josefa Karla Schippa (Cieszyn, 1828) podawał wprawdzie, że kościół wędryński wybudowano pod koniec X w., jednak nie ma na to wystarczających dowodów. Przypuszcza się, że było to raczej w XII w., a najpóźniej w wieku XIII. W czasach reformacji był w rękach protestantów, 21 marca 1654 r. wrócił do katolików. Kościół jest farą również dla kościołów w Bystrzycy i w Nydku.

## Charakterystyka
Murowany w stylu gotyckim, jednonawowy, opięty masywnymi przyporami. Pierwotnie z drewnianą wieżą. W 1657 r. marszałek krajowy Kasper Borek ufundował nowy ołtarz główny, natomiast w 1660 r. tabernakulum i srebrny kielich ze swoim herbem, używany do dziś jako cyborium. Jego syn Adam ofiarował monstrancję wykonaną w Cieszynie, o której krąży legenda, że została wykonana z bryły stopionych monet, znalezionej w 1681 r. na pogorzelisku młyna w Łyżbicach. W czasie wielkiego remontu w 1800 r. drewniany strop kościoła zastąpiono sklepieniami, a drewnianą wieżę – wieżą murowaną, która w 1822 r. otrzymała zegar. Na wieży dzwon o osobliwym kształcie, odlany w połowie XV w. przez ludwisarza Hansa Freudenthala. Drugi dzwon pochodzi z rosyjskiego Jarosławia. Ambona oraz figury św. Katarzyny i św. św. Piotra i Pawła pochodzą z 1892 r. Ostatnia duża przebudowa kościoła, w czasie której dostawiono transept, miała miejsce w 1911 r.
Przed kościołem usytuowane są barokowe, kamienne figury przedstawiające świętych Jana Nepomucena i Floriana, przeniesione tu w 1871 r. ze wsi Zamarski pod Cieszynem. Na przyległym cmentarzu barokowy, kamienny krzyż z Męką Pańską z 1790 r.